# Награда „Мина Караџић” (за школског библиотекара)
Награда „Мина Караџић” је награда која се додељује најбољем школском библиотекару. Награду додељује Друштво школских библиотекара Србије од 2007. године. Награда се додељује на Смотри стваралаштва школских библиотекара.

## Историја
Награда „Мина Караџић” установљена је убрзо по оснивању Друштва школских библиотекара 2006. године. Први пут је додељена 2007. и од тада се додељује сваке године. До 2012. додељивана је најуређенијој библиотеци основних школа, најуређенијој библиотеци средњих школа, као и најбољем библиотекару основне и средње школе. Од 2013. године додељује се једна награда, и то најбољем школском библиотекару.
До 2010. године награда се уручивала на свечаности поводом Дана школских библиотекара који се обележава 4. понедељка у октобру, а свечаност доделе организовала је школа чија је библиотека или библиотекар награђен у претходној години. Од 2010. године Друштво школских библиотекара Србије организује Смотру стваралаштва школских библиотекара, па се од тада Награда додељује у оквиру Смотре.